# Risto Nuuros
Risto Nuuros (* 26. Dezember 1950 in Suomusjärvi, Landschaft Varsinais-Suomi) ist ein ehemaliger finnischer Orientierungsläufer. 
Nuuros gewann zwischen 1974 und 1979 bei Weltmeisterschaften drei Silber- und eine Bronzemedaille. Bei seinen ersten Weltmeisterschaften 1972 in der Tschechoslowakei wurde Nuuros Siebter im Einzelrennen. Im norwegischen Stord wurde er 1973 in der finnischen Staffel mit Simo Nurminen, Tuomo Peltola und Seppo Väli-Klemelä Nordischer Meister. In Dänemark fanden im Jahr darauf die Weltmeisterschaften statt, bei denen Nuuros im Einzellauf als Vierter beim Sieg des Schweden Bernt Frilén ohne Medaille blieb. Die finnische Staffel mit Hannu Mäkiranta, Markku Salminen, Risto Nuuros und Seppo Väli-Klemelä gewann Silber hinter Schweden. Im Einzel wurde er 1975 Dritter bei den Nordischen Meisterschaften hinter Frilén und Mäkiranta, 1976 in Aviemore erneut Weltmeisterschaftsvierter.
Eine WM-Einzelmedaille erlief sich Nuuros schließlich 1978 in Kongsberg, als er hinter dem norwegischen Titelverteidiger Egil Johansen Zweiter wurde. Mit der Staffel erreichte er den dritten Platz. Bereits im Jahr darauf fanden im finnischen Tampere die nächsten Weltmeisterschaften statt, da die Weltmeisterschaften künftig in den ungeraden Jahren stattfinden sollten. Nuuros wurde hier noch einmal Siebter im Einzel und gewann die Silbermedaille in der Staffel mit Seppo Keskinarkaus, Hannu Kottonen und Ari Anjala.
Der Landwirt Nuuros startete für den Verein Suomusjärven Sisu, mit dem er auch beim Jukola-Staffellauf teilnahm, ohne jedoch vordere Platzierungen zu erreichen. Von 1974 an wurde er von Jukka Kalliokoski trainiert, der auch der Trainer Outi Borgenströms war, die 1979 Einzelweltmeisterin wurde.
Nuuros wurde 1973 auf der Langdistanz und 1977 auf der Ultralangdistanz finnischer Meister.

## Platzierungen
Legende: WM = Weltmeisterschaften; NOM = Nordische Meisterschaften
| Wettbewerb | Disziplin | 1972 | 1973 | 1974 | 1975 | 1976 | 1977 | 1978 | 1979 |
| ---------- | --------- | ---- | ---- | ---- | ---- | ---- | ---- | ---- | ---- |
| WM         | Lang      | 7.   |      | 4.   |      | 4.   |      | 2.   | 7.   |
|            | Staffel   |      |      | 2.   |      |      |      | 3.   | 2.   |
|            |           |      |      |      |      |      |      |      |      |
| NOM        | Lang      |      |      |      | 3.   |      |      |      |      |
|            | Staffel   |      | 1.   |      |      |      |      |      |      |

| Personendaten    | Personendaten                  |
| ---------------- | ------------------------------ |
| NAME             | Nuuros, Risto                  |
| KURZBESCHREIBUNG | finnischer Orientierungsläufer |
| GEBURTSDATUM     | 26. Dezember 1950              |
| GEBURTSORT       | Suomusjärvi                    |